# Тахтай Олексій Володимирович
Олексій Володимирович Тахтай (нар. 25 березня 1984) — 3 14 травня 2015 року — заступник Міністра внутрішніх справ України - керівник апарату.
З 30 листопада 2016 року Державний секретар міністерства.

## Службова кар'єра
з 21 березня 2014 року по 14 травня 2015 року — директор Департаменту фінансового забезпечення та бухгалтерського обліку – головний бухгалтер.
30 листопада 2016 року Кабінет Міністрів України призначив Олексія Тахтая на посаду державного секретаря Міністерства внутрішніх справ України.

## Нагороди
- Орден «За заслуги» II ступеня (4.08.2017)[3]